# Regan Magarity
Pour les articles homonymes, voir Magarity.
Regan Magarity, née le 30 avril 1996 à Norrköping (Suède), est une joueuse suédoise de basket-ball.

## Biographie
Née d'un père américain Bill Magarity et d'une mère suédoise jouant tous deux au basket-ball, elle est formée aux Hokies de Virginia Tech. Diplômée en journalisme (trois fois dans le meilleur cinq académique de l'ACC), elle est la meilleure rebondeuse de l'histoire des Hokies, réussit 55 double-doubles et est sélectionnée comme 33e choix de la draft WNBA par le Sun du Connecticut.
En décembre 2019, après avoir signé son premier contrat professionnel en Turquie à Hatay (15,5 points et 9,2 rebonds en 33′ pour 6 matches d’Eurocoupe), elle rejoint Villeneuve-d'Ascq en LFB pour remplacer l'américaine Rachel Hollivay (4,9 points et 2,5 rebonds). Pour la saison suivante, elle reste en France en rejoignant Tarbes. Puis durant l'été 2021, elle est engagée par le club champion de France Basket Landes.

## Équipe nationale
Elle est sélectionnée avec les seniores pour le championnat d'Europe 2019 avec des statistiques de 5,8 points et 5,8 rebonds.

## Clubs
| Saisons   | Équipe                   | Pays       |
| -2014     | Telge                    | Suède      |
| 2014-2019 | Hokies de Virginia Tech  | États-Unis |
| 2019-2019 | Hatay BB Antioche        | Turquie    |
| 2019-2020 | ESB Villeneuve-d’Ascq LM | France     |
| 2020-2021 | Tarbes Gespe Bigorre     | France     |
| 2021-2023 | Basket Landes            | France     |
| 2023-2024 | Uni Gérone CB            | Espagne    |
| 2024-2025 | Çukurova BK Mersin       | Turquie    |

## Palmarès
- Vainqueur de la Coupe de France : 2022[7], 2023[8]

## Distinctions personnelles
- Cinq Majeur LFB : saison 2021-2022[9]